# Hydrelia rufigrisea
Hydrelia rufigrisea là một loài bướm đêm trong họ Geometridae.